# Rodolfo III di Neuchâtel
Rodolfo III di Neuchâtel, conte di Neuchâtel (Neuchâtel, ... – Neuchâtel, 1263), è stato un nobile svizzero.

## Biografia
Figlio del conte Bertoldo I di Neuchâtel e di sua moglie, Richensa di Frobourg, Rodolfo III (conosciuto anche col nome di Raoul) viene per la prima volta citato come conte di Thielle, già dal 1250 si impegnò per abbattere il Castello di Neuchâtel distrutto da un incendio l'anno precedente e lo fece ricostruire. Nel 1260 concluse un accordo sulle franchige per la città di Neureux (o Nugerol). Divenne conte di Neuchâtel dalla morte del padre nel 1259 sino al 1263, anno della sua morte.

## Matrimonio e figli
Rodolfo III sposò Sibilla di Montbéliard (detta anche Sibilla di Montfaucon), (? - 30 marzo 1277), signora di Neuchâtel, figlia di Thierry III di Montbéliard e di Alix di Ferrette. La coppia ebbe i seguenti figli:
- Ulrico IV, (Ulricus[5]), (? - 1278), co-signore di Neuchâtel coi fratelli Enrico ed Amedeo a partire dalla fine del 1263,
- Giovanni[5], (? - 1308), prevosto di Neuchâtel[6] e di Chalon,
- Amédée[7], co-signore di Neuchâtel a partire dalla fine del 1263 assieme ai suoi due fratelli
- Riccardo[5], (? - 1310), canonico di Neuchâtel e di Chalon, prevosto di Neuchâtel
- Enrico[7], (? - 1283), co-signore di Neuchâtel a partire dalla fine del 1263
- Agneletta[7], (? - 1306), sposò Corrado signore di Viviers,
- Margherita[7].